# Mihailo Petrović
Mihailo Petrović (Belgrád, 1957. október 18. –) Szerb válogatott labdarúgó.

## Nemzeti válogatott
A jugoszláv válogatottban 1 mérkőzést játszott.

## Statisztika
| Jugoszláv válogatott | Jugoszláv válogatott | Jugoszláv válogatott |
| Időszak              | Mérk.                | gól                  |
| -------------------- | -------------------- | -------------------- |
| 1980                 | 1                    | 0                    |
| Összesen             | 1                    | 0                    |